# Херивел, Джон
Джон Уильям Джеймисон Херивел, (англ. John William Jamieson Herivel; 29 августа 1918 — 18 января 2011) — британский историк науки, работал дешифровщиком в Блетчли-парке во время Второй мировой войны.
Основной вклад Херивела в криптоанализ Энигмы это — Herivel tip или Herivelismus. Метод основывался на точном понимании Херивелом привычек немецких операторов Энигмы, которое позволяло Блетчли-парку с помощью квадрата Херивела легко узнать часть ежедневного ключа. На короткий, но критический период после мая 1940 года, Herivel tip в сочетании с силями(англ. cillies) (ещё один класс ошибок операторов) являлся основным методом, используемым для взлома Энигмы.
После войны Херивел изучал историю и философию науки в Университете Квинс в Белфасте, будучи там академиком. Он специализировался на истории Исаака Ньютона, Жозефа Фурье и Христиана Гюйгенса. На пенсии он написал автобиографический доклад о своей работе в Блетчли-парке под названием Herivelismus and the German Military Enigma.

## Вербовка в Блетчли-Парк
Джон Херивел родился в Белфасте и учился в Методистском Колледже с 1924 по 1936. В 1937 он получил Стипендию Китченера, чтобы изучать математику в Сиднейском Сассекском Колледже в Кембридже под руководством Гордона Уэлчмана. Уэлчман принял на работу Херивела в Правительственную школу кодов и шифров (GC&CS) в Блетчли-Парке. В недавно сформированной секции Hut 6 Уэлчман работал с Аланом Тьюрингом над взломом Энигмы армейских и Военно-воздушных сил Германии. 29 января 1940 в возрасте 21 года Херивел прибыл в Блетчли, где Алан Тьюринг и Тони Кендрик проинформировали его об Энигме.

## Энигма
Hut 6 имела лишь ограниченный успех с зашифрованными Энигмой сообщениями, в то время, когда Херивел начал работать в Блетчли-Парке. В основном успехи были с сообщениями от сети Энигм Люфтваффе, известной как «Red». Херивел работал вместе с другим Кембриджским математиком Дэвидом Рисом, принятым на работу Уэлчманом в соседней Школе Элмерс. Они тестировали варианты решений и разрабатывали настройки коммутационной панели. Это был очень медленный процесс, поэтому Херивел хотел найти метод, улучшающий их атаку, и проводил свои вечера, пытаясь его придумать.
Перехваченные сообщения были зашифрованы с помощью немецкой Энигмы, электромеханической шифровальной роторной машины, которая осуществляла полиалфавитное шифрование. Основная модель 1940 года имела три ротора, которые задавали электрическую схему между клавиатурой и ламповой панелью. Нажатие кнопки включало одну лампу и заставляло самый правый ротор перейти на одну буквенную позицию, что изменяло электрическую схему так, что повторное нажатие на клавишу подсветило бы другую букву. На каждом роторе была выемка, которая цеплялась со следующим ротором таким образом, чтобы они оба продвинулись вместе, что давало очень большой период повторения последовательности (26 × 26 × 26 = 17576). Эта выемка могла быть на любой из 26 позиций. Три ротора выбирались из пяти, что давало 60 различных способов монтажа роторов в машине. Тем не менее, так как у немцев существовало правило, что ни один ротор не должен находиться в том же положении, в последующие дни, если были известны роторы и их позиции в предыдущие дни, это число сокращалось до 32.
Так как Энигма работала взаимно-однозначно, то, если подать зашифрованный одной машиной текст на идентичную машину с такими же параметрами, она покажет расшифрованный текст на ламповой панели. Hut 6 имела логически идентичные немецким Энигмам машины. Для расшифровки перехваченных сообщений необходимо было знать выбор роторов, настройки колец и соединения штепселей на коммутационной панели. В то время, первые три буквы предшествовавшие сообщению, использовались в качестве индикатора, чтобы оператор получения сообщения задал эти три буквы в роторных окошках и таким образом настроил положение роторов для этого конкретного сообщения.

### Herivel tip
В феврале 1940 Херивел понял, что некоторые ленивые немецкие шифровальщики могли бы выдать настройки колец Энигмы (нем. Ringstellung) в их первом сообщении дня. Если бы было несколько таких ленивых шифровальщиков, то их первые сообщения c начальными настройками не были бы случайными, а были бы разбросаны вокруг Ringstellung. Понимание этого стало известным как Herivel tip. В то время Люфтваффе дважды зашифровывали свои ключи сообщения; следовательно, для дешифровки подходили такие методы, как Листы Зыгальского, и не было нужды использовать Herivel tip. В мае 1940 немцы прекратили двойное шифрование ключей. Блетчли-Парк начал использовать Herivel tip, чтобы взломать сообщения Люфтваффе, так как другие методы стали неэффективными. Herivel оставался основным методом, пока в августе 1940 не была построена «Bombe».

### Процедура шифрования Энигмы
Роторы, их расположение и положение выемки на кольце для сцепления со следующим ротором ежедневно менялись. Настройки были определены в общей для всех операторов сети шифровальной книге. До принятия или отправления сообщений, в начале каждого дня, операторы Энигм выбирали роторы и настройки колец. Параметры колец задавались после выбора трех роторов, сначала нужно было задать параметры колец, а потом установить роторы, но не все операторы следовали этому порядку. Установив алфавитные кольца и закрыв крышку, оператор должен был, затем, прокрутить роторы подальше от позиций, которые отображают три буквы настройки колец в окошечках, но некоторые операторы так не делали.
Однажды вечером в феврале 1940 года, пока Херивел отдыхал перед камином его домоправительницы, к нему пришло озарение. Оно заключалось в том, что ленивые или уставшие операторы, которые устанавливали кольца, когда роторы уже были в машине, могли оставлять настройки колец в верхней части, или рядом с верхней частью, и использовать эти три буквы для первого сообщения дня.
Оператор-отправитель следовал стандартной процедуре для каждого передаваемого сообщения. С сентября 1938 года использовалась исходная позиция для шифрования индикатора, который, затем, отправлялся в открытом виде, а после него ключ сообщения, который был зашифрован в этих настройках. Предположим, что исходное положение, начальные настройки (нем. Grundstellung), было GKX, для шифрования настроек сообщения должна использоваться машина с роторами, установленными в GKX. Настройки сообщения можно было выбрать RTQ, которые зашифровывались как LLP. Потом оператор вращал роторы в RTQ и зашифровывал само сообщение. Таким образом, перед сообщением сначала будут идти не зашифрованные начальные настройки(GKX) с последующими зашифрованныминастройкамисообщения (LLP). Эта информация использовалась принимающим оператором Энигмы, чтобы восстановить настройки сообщений, а затем расшифровать сообщение.
Начальные настройки (GKX в приведенном выше примере) должны были быть выбраны случайным образом, но Херивел рассудил, что если операторы каким-либо образом находятся под давлением или просто ленивы, то они могут использовать любые настройки роторов, в настоящее время показывающиеся на машине. Если оператор установил параметры колец с уже установленными внутри машины роторами, и это было первое сообщение дня, то положение ротора, в данный момент отображаемое на машине, вполне могло быть настройками колец, или же быть очень близко к ним. (Если бы эта ситуация произошла в приведенном выше примере, то GKX было бы настройками колец, или близко к ним).
Во время Странной войны польские криптографы использовали эту идею на PC Bruno.

### Квадрат Херивела
На следующий день после озарения Херивела, его коллеги согласились, что эта идея была возможным путём к расшифровке Энигмы. С помощью Herivel tip Hut 6 начала искать эффект, предсказанный Херивелом, и договорилась, чтобы с каждой передающей станции им как можно раньше высылали первые сообщения дня. Они составили индикаторы в сетку, названную «Квадрат Херивела», пример которого показан ниже. По строкам и столбцам сетки находятся буквы алфавита. В эту сетку вводился первый индикатор первого сообщения дня, полученного от каждой станции в сети. Брался столбец, соответствующий первой букве, строка, соответствующая второй букве, третья буква вписывалась в клетку на пересечении строки и столбца. Например, GKX записывался, как X в столбце G и строке K.
```
   A B C D E F G H I J K L M N O P Q R S T U V W X Y Z
----------------------------------------------------------
Z|                                                      |Z
Y| S                                                    |Y
X|                                                      |X
W|                                             L        |W
V|                                                      |V
U|                       S                              |U
T|                                                      |T
S|                                                      |S
R|                                                 K    |R
Q|     L                                                |Q
P|                                                      |P
O|                                                      |O
N|                               P                      |N
M|           X                                          |M
L|             T X                                      |L
K|             X W                                      |K
J|           Y X                                        |J
I|                                                      |I
H|                                         Q            |H
G|                                                      |G
F|                                                      |F
E|           A                                          |E
D|                                                      |D
C|                     M                                |C
B|                                       J              |B
A|   P                                                  |A
----------------------------------------------------------
   A B C D E F G H I J K L M N O P Q R S T U V W X Y Z
```

Херивел полагал, что в сетке будет группа записей, близких друг к другу, таких как группа вокруг GKX в вышеупомянутом примере. Это уменьшило бы количество вариантов для настроек колец с 17,576 до небольшого набора вариантов, возможно 6-30, который можно было непосредственно проверить.
Предсказанный Херивелом эффект не сразу обнаружился в сети сообщений Энигмы, и Блетчли-Парк должен был продолжить полагаться на другие методы, чтобы взломать Энигму: предложенный польскими криптологами метод «перфорированных листов». Первого мая 1940 немцы изменили свою процедуру индикации, сделав метод перфорированных листов непригодным. Hut 6 внезапно оказалась неспособна расшифровать сообщения Энигмы.
Вскоре после 10 мая, когда немцы вторглись в Нидерланды и Бельгию, начала проявляться модель, предсказанная с помощью Herivel tip. Дэвид Рис определил группу в индикаторах сообщений, и 22 мая посланное 20 мая сообщение Военно-воздушных сил, было расшифровано, первое, начиная с изменения в процедуре индикации.

### Дополнительные компоненты ключа
Хотя с помощью Herivel tip можно было определить настройки колец Энигмы, но метод не обеспечивал других частей ключа машины: настройки коммутационной панели и выбор и порядок роторов. В то время в Люфтваффе выбрались 3 из 5 роторов, то есть, было 60 возможных вариантов их следования. Кроме того, могло бы быть 8 — 10 связей коммутационной панели, что означает, что около 20 из 26 букв переставлялись коммутационной панелью. Чтобы найти остающиеся части ключа Энигмы, нужно было использовать другие методы.
Для того, чтобы найти настройки и расшифровать сообщения, Herivel tip использовался в сочетании с «силями», другим классом ошибок операторов.

## Признание
Из-за важности своего вклада, Херивел был представлен Уинстону Черчиллю во время его визита в Блетчли-Парк. В интенсивном двухнедельном курсе Херивел преподавал криптоанализ Энигмы нескольким американцам, назначенным в Hut 6. Позже, как помощник главы секции, математика Макса Ньюмана, он работал в администрации в «Newmanry», секции, ответственной за решение шифров немецких телетайпов, с помощью машинных методов, такие как компьютеры Колосс.
В 2005 исследователи, изучающие ряд зашифрованных Энигмой сообщений времен Второй мировой Войны, как было предсказано Herivel tip, отметили возникновение объединения в кластеры в сообщениях августа 1941.

## После Второй мировой войны
После окончания войны Херивел в течение года преподавал математику в школе, но он понял, что не мог обращаться с «шумными ребятами». Тогда он стал профессором истории и философии науки в Университете Квинс в Белфасте.

## Публикации
- Herivel, J. W. (April 1955), The derivation of the equations of motion of an ideal fluid by Hamilton's principle, Mathematical Proceedings of the Cambridge Philosophical Society, 51 (02): 344–349, doi:10.1017/S0305004100030267
- Herivel, John (1965), The Background to Newton's Principia: A Study of Newton's Dynamical Researches in the Years 1664–84 Based on Original Manuscripts from the Portsmouth Collection in the Library of the University of Cambridge, Clarendon Press
- Herivel, J. W. (December 1966), Aspects of French Theoretical Physics in the Nineteenth Century, The British Journal for the History of Science, 3 (02): 109–132, doi:10.1017/S0007087400003794 The research on which this paper is based was carried out in Paris in 1964 with the aid of a Bourse de Marque awarded by the French Government through their Embassy in London, and with a grant from the Research Committee of the Academic Council of the Queen’s University, Belfast.
- Herivel, John; Williams, L. Pearce (November 1975), Joseph Fourier: the man and the physicist, Physics Today, 28: 65, doi:10.1063/1.3069206
- Herivel, John (1975), Joseph Fourier: the man and the physicist, Clarendon Press
- Herivel, J. W. (December 1960), Newton's Discovery of the Law of Centrifugal Force, Isis, 51 (4): 546–553, doi:10.1086/349412, JSTOR 228612
- Herivel, J. W. (December 1965), Newton's First Solution to the Problem of Kepler Motion, The British Journal for the History of Science, 2 (4): 350–354, doi:10.1017/s0007087400002508, JSTOR 4024891
- Herivel, John W. (1970), Newton's achievement in dynamics, The Annus Mirabilis of Sir Isaac Newton: 1666-1966: 120–135

В 1978 году он ушел в отставку в Оксфорд, где стал действительным членом Колледжа Всех Душ. В своей отставке он опубликовал:
- Herivel, John (2008), Herivelismus and the German Military Enigma, M & M Baldwin